# Gottfried Deghenghi
Gottfried Deghenghi (* 11. Oktober 1968 in Mals) ist ein italienischer Regisseur, Filmproduzent und Filmemacher aus Südtirol.

## Leben
In einer Obervinschgauer Bergbauernfamilie geboren, wurde Gottfried vom RAI/ORF/ZDF-Kameramann und Filmpionier Mario Deghenghi adoptiert, der ihm das Handwerk beigebracht hat. Seit 2002 dreht er seine eigenen Produktionen und Dokumentarfilme über europäische Geschichte, Kunst und Kultur.
Zu den bedeutendsten Werken des Regisseurs zählen der Film-Essay über Meran: Die Liebe hört nimmer auf (2002), Schloss Trauttmansdorff (2005), Aperitivo al Bristol: Merano negli anni '50 e '60 (2007) und der Spielfilm Angeli in Fuga (2005; in Zusammenarbeit mit Michele Placido). 2015 veröffentlichte er einen Film über die Blütezeit Merans: das letzte Halbjahr 1914. Für seinen Dokumentarfilm Bergbauern erhielt er beim Festival della Lessinia in Bosco Chiesanuova bei Verona eine Silberauszeichnung.
Gottfried Deghenghi ist auch der Filmproduzent des Eltern- und Jugendmagazins Klick (RAI) und Inhaber der Produktionsfirma Telefilm.
Im Juli 2023 drehte Deghenghi einen Dokumentarfilm über die deutsche Autorin Inge Huber und ihre Leidenschaft für die Lebensgeschichte von Maurice-Edmond Sailland (1872–1956) alias Curnonsky, dem „Prinz der Gastronomie“.
Im Dezember 2023 organisierte Deghenghi mit Experten das erste internationale Symposium Journalismus & Ethik, das in der Cusanus-Akademie in Brixen stattfand.

## Filmografie (Auswahl)
1990
- Die Frau im Wandel der Zeit: ein Leben für das Frauenmuseum / Evelyn Ortner (VHS)

1991
- Alles für die Anderen: Theodor Christomannos (VHS)

1993–96
- Das Tierpanorama. Haustiere und ihre Haltung – Sendereihe (RAI)

1996
- Der Saltner mit Franz Haller – (RAI)
- Drehorgeln in Meran mit Franz Haller – (RAI)

1997
- Südtiroler hinter Stalins Stacheldraht; Kriegsgefangenschaft in Russland 1944–1954 – Man hat es überlebt (RAI)
- F wie Fellin – Der Maler Peter Fellin / Kunst Meran – Museum für zeitgenössische Kunst[14]

1998
- Tiroler Schützen – Zwischen Kultur und Wehrhaftigkeit[15]
- Bergbauern – Lebensmodell im Wandel[16][17]
- Macchiato. Italien in der Presse / George Schedereit (RAI)

2002
- Meran … die Liebe hört nimmer auf[18]

2003
- Indro Montanelli: toscanissimo cittadino del mondo (VHS)

2004
- Land und Leute – Sendereihe (RAI)

2005
- Castel Trauttmansdorff – Storia & Storie di un castello (Touriseum)[19]
- Angeli in Fuga: Luigi Bartolini – Anni a Merano (Centro audiovisivi Bolzano)[20]

2006
- Probemontage für den Film: „Die Wiederentdeckung der Langsamkeit in Afrika“ / Karl Schedereit

2006–24
- „Klick“ – Das Magazin für Jugend und Eltern – Sendereihe (RAI)[21]

2007
- Aperitivo Al Bristol – Merano negli anni '50 e '60 (Centro audiovisivi Bolzano)[22][23]

2008
- Jugendmagazin „Klick“ in der Waldorfschule (RAI)[24]
- Jugendmagazin „Klick“ mit Thomas Haberer (RAI)

2010
- Alto Adige da Scoprire[25]

2010–14
- Conosci la tua provincia – Sendereihe (Centro Audiovisivi Bolzano)[26]

2014
- Land und Leute – Sendereihe (RAI)[27]
- Conosci la tua provincia: Egna (Centro Audiovisivi Bolzano)[28]
- 100 Jahre Kurhaus Meran (RAI)

2015
- Erinnerung an Meran (ORF3/RAI)[29][30]
- Jugendmagazin „Klick“: Vom Maurer zum Schauspieler – Riccardo Angelini (RAI)

2017
- Erinnerung an Meran: Kurort und Erster Weltkrieg (ORF3/RAI)[31]

2019
- Theodor Christomannos: Geniale pioniere del turismo nelle Dolomiti (Centro Audiovisivi Bolzano)
- Land und Leute – Sendereihe (RAI)
- La stube racconta: Alimenti tipici altoatesini / Silvano Faggioni

2020
- Gestern, heute und morgen – Geschichten aus dem Stadtviertel Europa-Neustift (RAI)[32][33]
- Robert Scherer – Ein Leben für die Kunst / Jul Bruno Laner (RAI)[34][35]
- Land und Leute – Partschins (RAI)[36]

2023-24
- Curnonsky (Maurice-Edmond Sailland (1872–1956), französischer Gastronom und Gastronomiekritiker) – Postproduktion[8][9]